# Ouhoumoudou Mahamadou
Ouhoumoudou Mahamadou (Amaloul, 1954) è un politico nigerino.

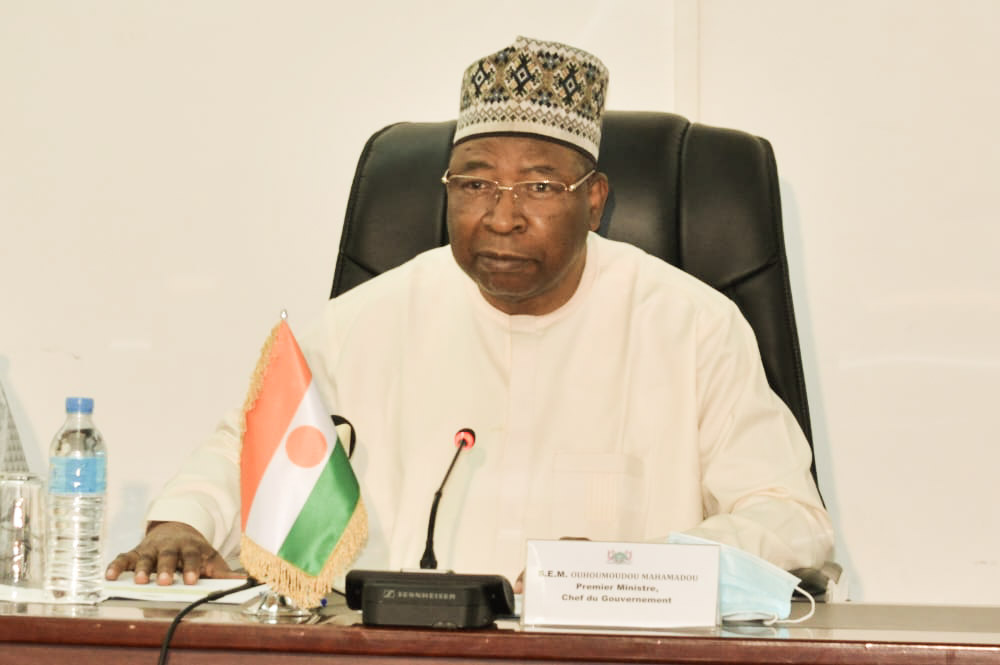
Mahamdou nel 2021

Dal 3 aprile 2021 al 27 luglio 2023 è stato il primo ministro del Niger. In precedenza aveva ricoperto altri incarichi di governo: era stato ministro delle miniere, dell'energia e dell'industria dal 1991 al 1993 e ministro delle finanze da aprile 2011 ad aprile 2012.